# Katedra św. Szczepana w Saint-Brieuc
Katedra św. Szczepana (fr. Cathédrale Saint-Étienne) – rzymskokatolicka katedra we francuskiej gminie Saint-Brieuc, w regionie Bretania, przy Place Général de Gaulle.

## Historia
Budowę katedry rozpoczęto w XII wieku, trwała do wieku XIII. W 1353 roku w katedrze wybuchł pożar. Tuż po ukończeniu odbudowy, w 1394 roku, podczas oblężenia bretonów, armia Oliviera de Clisson doszczętnie zniszczyła kościół. Odbudowa trwała do XV wieku. W XVIII wieku przebudowano nawę świątyni oraz wstawiono nowy ołtarz główny. Podczas prac konserwatorskich na przełomie XIX i XX wieku, wyremontowano sklepienia transeptu, wymieniono witraże. Zabytek od 1906 roku.

## Architektura
Świątynia trójnawowa, gotycka. Posiada układ bazylikowy.

## Galeria

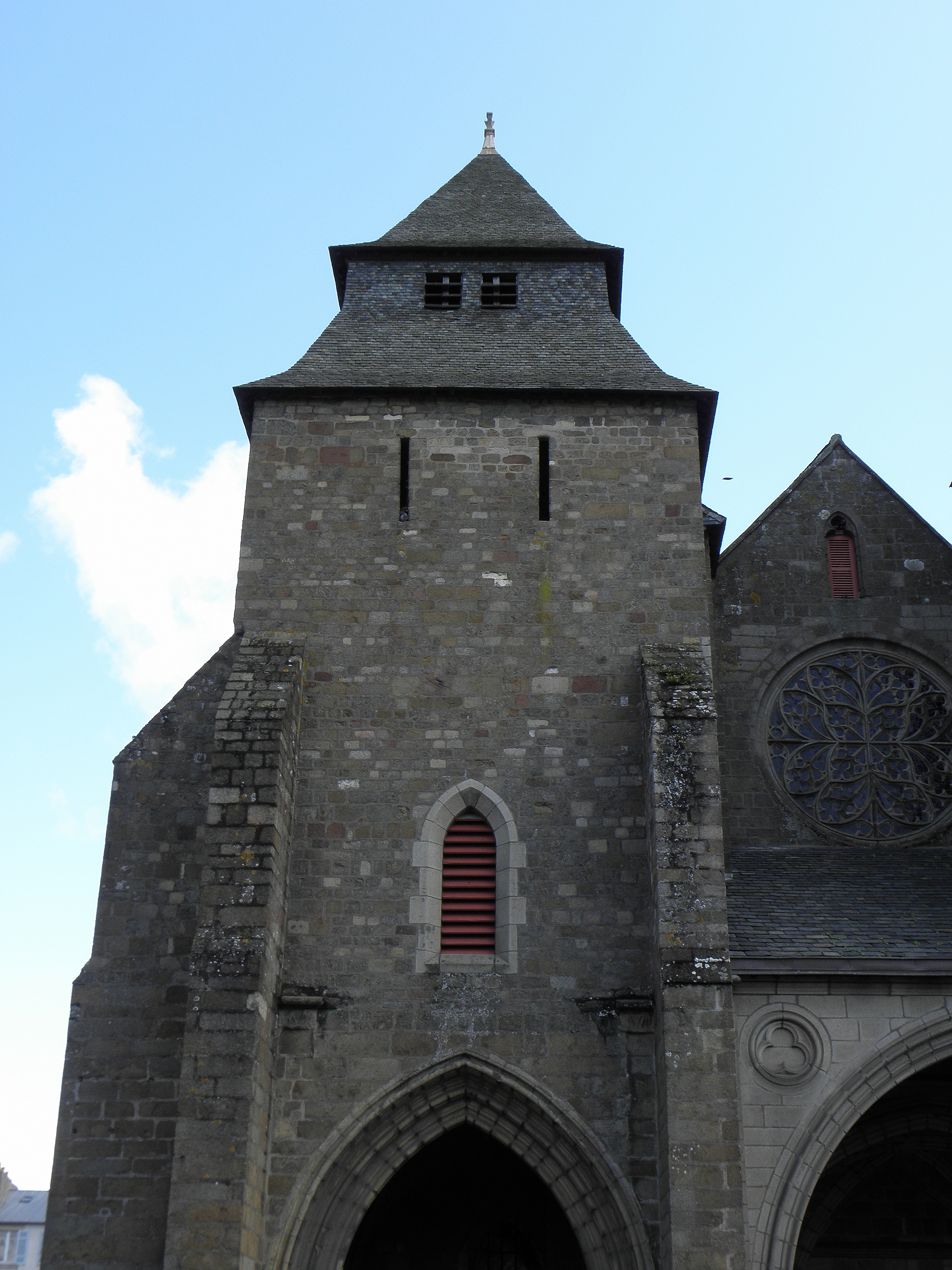
Wieża północna
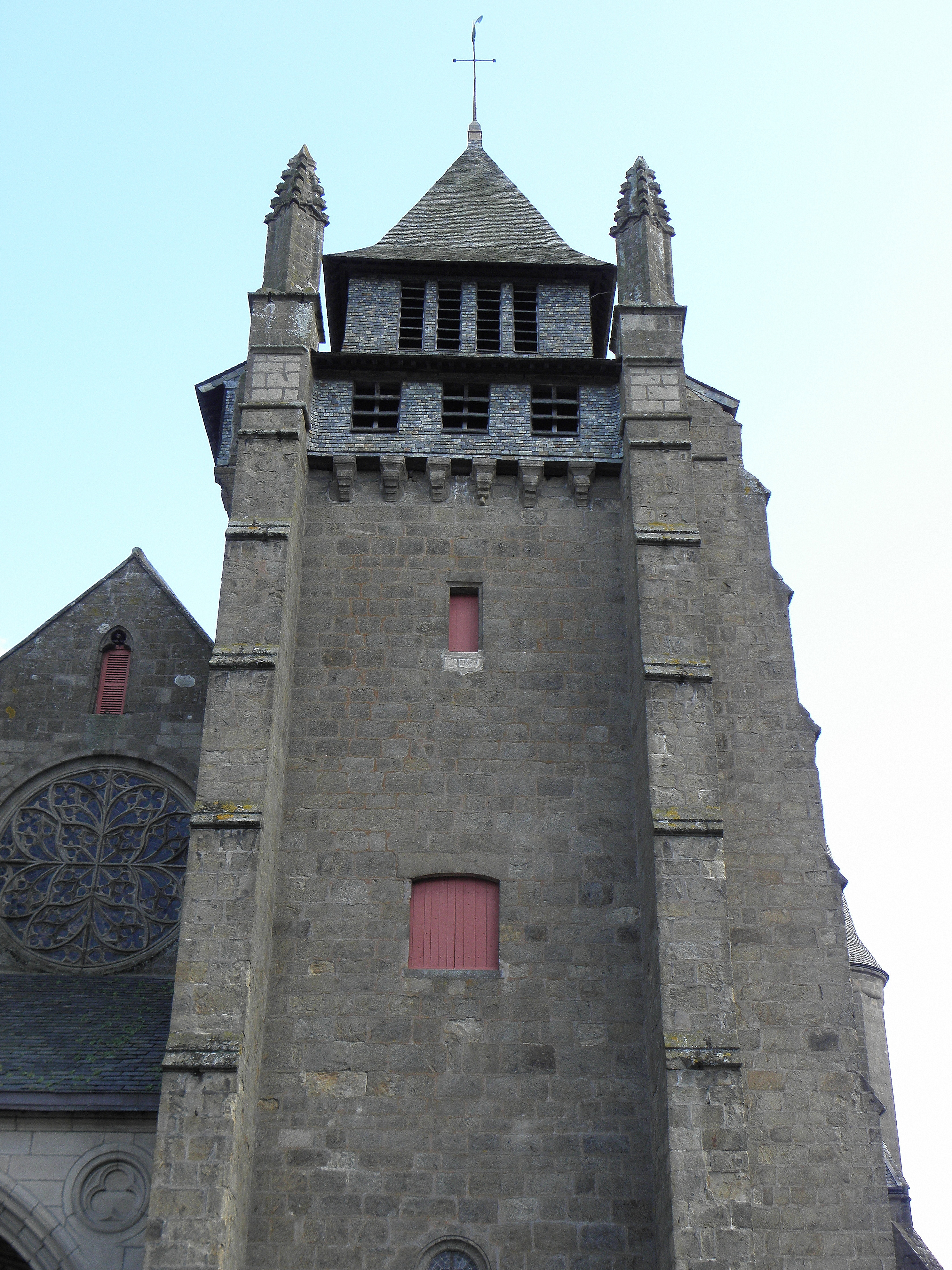
Wieża południowa
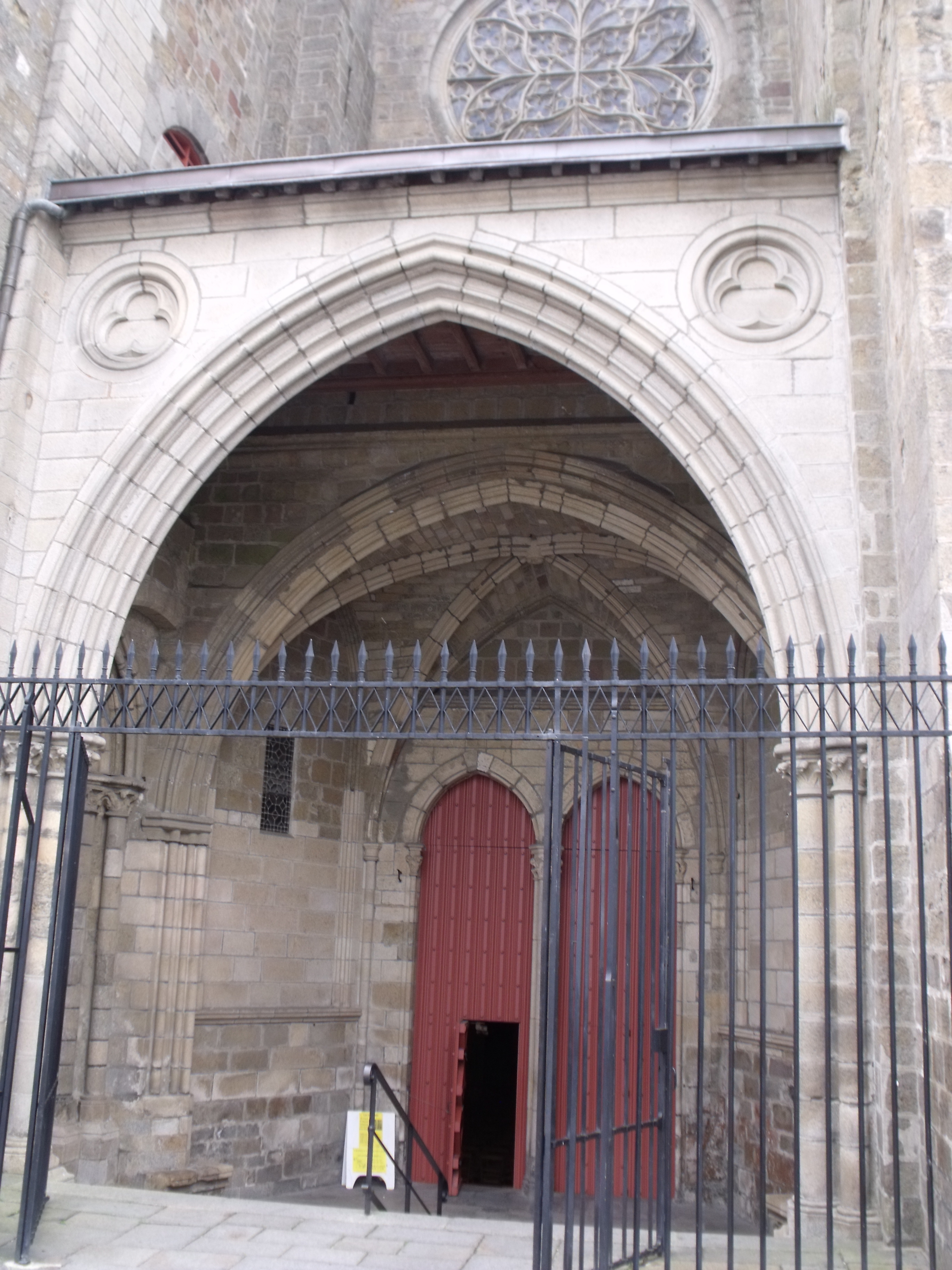
Wejście główne
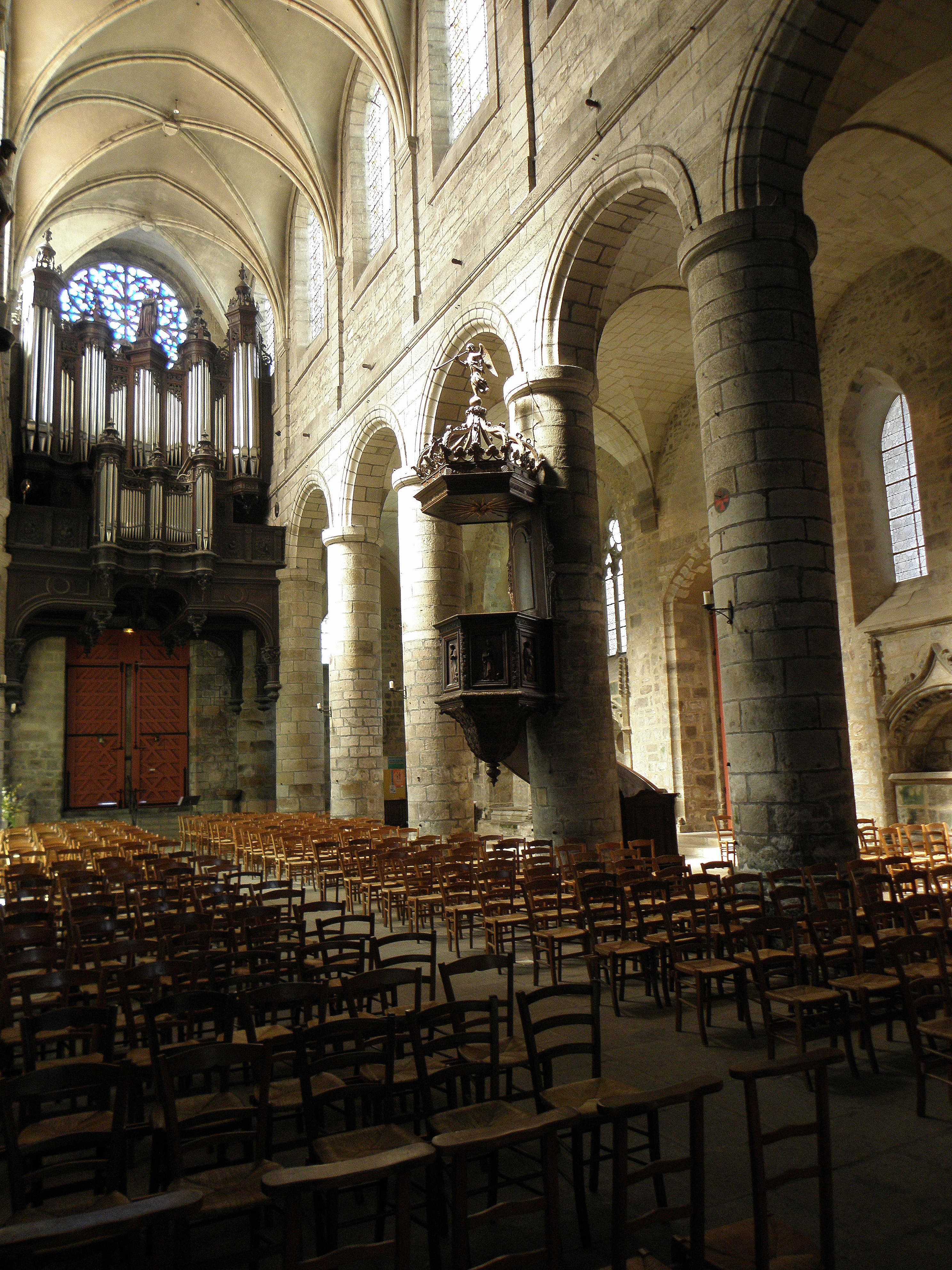
Korpus nawowy
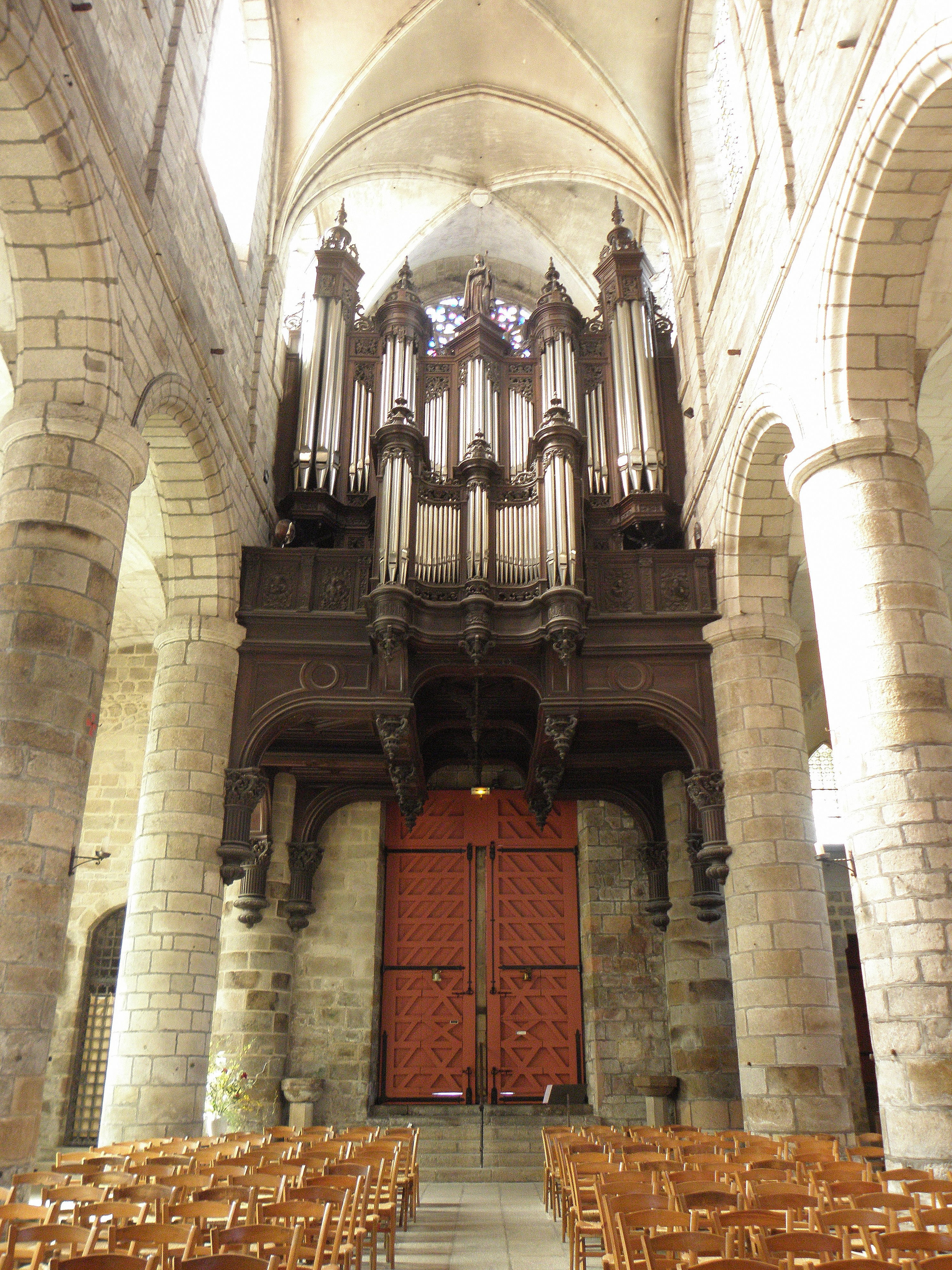
Organy i chór